# Nitrátreduktáza

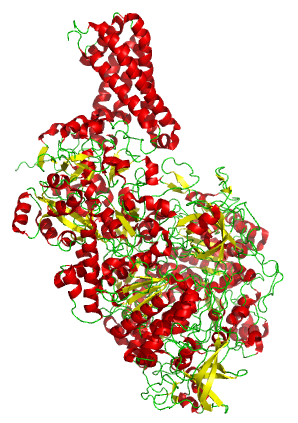

Nitrátreduktáza je enzym, katalyzující v živých organismech redukci dusičnanových iontů na dusitanové.
NO3− + NADH + e− → NO2− + NAD + OH−.
Nitrátreduktáza sestává z flavinproteinu (FAD), hemu a molybdenového komplexu, přičemž obě dvě tyto složky slouží pro přenos elektronů. Předpokládá se, že bílkovinná složka enzymu přenáší elektrony z nikotinamidadenindinukleotidu (NAD) na flavin, druhá složka přenáší elektrony přes molybdenový atom na dusičnanový iont a redukuje jej. Je-li v organismu nedostatek molybdenu, nebo je-li neaktivní (např. inhibovaný přítomností wolframu), enzym může sice přenášet elektrony z NADH, ale nemůže redukovat dusičnanový iont.
Důležitým znakem nitrátreduktázy je to, že se jedná o indukovaný enzym a k jeho syntéze dochází jen tehdy, jsou-li dusičnany přítomny v cytoplazmě. Maximální koncentrace dosahuje přibližně 6 až 12 hodin po zvýšení koncentrace dusičnanových iontů v buňce. Životnost tohoto enzymu je velmi krátká, poločas jeho rozpadu je pouze několik hodin. Jeho aktivita je pozitivně ovlivňována intenzitou slunečního světla; naopak klesá s rostoucí teplotou okolí.
Jeho přítomnost ve většině rostlin, případně u symbioticky s rostlinami žijících mikroorganismů, je nezbytným předpokladem zpracování půdního neamoniakálního dusíku pro jeho zabudování zejména do bilkovinné složky jejich těl, a to za spoluúčasti dalšího enzymu, nitritreduktázy.
Existuje celá škála různých nitrátreduktáz. Charakteristickým společným rysem je jejich citlivost ke vzdušnému kyslíku, který jejich činnost inhibuje.